# Фудбалска репрезентација Казахстана
Фудбалска репрезентација Казахстана је национални фудбалски тим Казахстана под управом Фудбалског савеза Казахстана. После распада Совјетског Савеза, Казахстан је први меч одиграо са Туркменистаном 1. јуна 1992. Казахстан је у прво време био члан Азијске фудбалске конфедерације, али је чланство пребацио у УЕФА 2002. Прву победу у квалификацијама за Европско првенство и прву победу против неке европске селекције остварили су 24. марта 2007. године у мечу са репрезентацијом Србије (2—1).

## Познати бивши играчи
- Русијан Балтијев
- Сергеј Квочкин
- Олег Воскобојников
- Виктор Зубарев